# Anisoneura buruensis
Anisoneura buruensis là một loài bướm đêm trong họ Noctuidae.